# کلود پاپی
کلود پاپی (فرانسوی: Claude Papi‎; ۱۶ آوریل ۱۹۴۹ – ۲۸ ژانویهٔ ۱۹۸۳) بازیکن فوتبال اهل فرانسه بود.
از باشگاه‌هایی که در آن بازی کرده‌است می‌توان به باشگاه فوتبال باستیا اشاره کرد.
وی همچنین در تیم ملی فوتبال فرانسه بازی کرده‌است.